# Ридель, Оливер
О́ливер Ри́дель (нем. Oliver Riedel; род. 11 апреля 1971, Шверин, ГДР) — немецкий музыкант, наиболее известный как бас-гитарист немецкой группы Rammstein.

## Биография
Родился и вырос в восточногерманском Шверине. До 16 лет жил вместе со своими отцом и братом. Они погибли за 2 дня до его 17-летия, только после этого он познакомился со своей матерью. Сменил множество профессий, работал штукатуром-маляром, оформителем витрин магазинов.
Увлекается экстремальными видами спорта, например, сёрфингом. Спокойная сторона его натуры выразилась в увлечении профессиональным фотографированием и занятиях йогой. Ридель начал играть на бас-гитаре, когда ему было около 20 лет. Он жил в квартире вместе со своими будущими коллегами по группе Рихардом Круспе и Кристофом Шнайдером. В это время он получил предложение от The Inchtabokatables заменить их беременную басистку Франци Андердрайв (она же Франциска Шуберт). С 1992 по 1994 год был участником группы The Inchtabokatables. Вместе со своими соседями по комнате Ридель создал новый проект группы под названием Tempelprayers, который позже перерос в Rammstein. Ридель на сегодняшний день является одним из основателей секстета.
Он женат на дизайнере, стилистке и художнице Мари Ридель. Живёт в Берлине.

## Оборудование
Бас-гитары:
- Sandberg California PM Oliver Riedel signature (туры Liebe ist für alle da и Made in Germany)
- Sandberg Custom 5-Strings (туры Mutter и Reise, Reise)
- Sandberg Plasmabass Oliver Riedel signature (тур Mutter)
- Sandberg Terra Bass Olivier Riedel of Rammstein Signature (туры Sehnsucht, Mutter и Reise, Reise)
- ESP Eclipse Bass (тур Sehnsucht)
- Music Man StingRay (тур Herzeleid)

Акустическая гитара: Fender CN-90 (тур Liebe ist für alle da. Использовалась во вступлении к песне «Frühling in Paris»)
Усилители и прочее оборудование:
- Ampeg SVT 15E
- Ampeg SVT — 410HE
- Korg Tone Works AX 1 B
- Shure UHF MARCAD Diversity